# Sângeorgiu de Pădure
Sângeorgiu de Pădure (in ungherese Erdőszentgyörgy, in tedesco Sankt Georgen auf der Heide) è una città della Romania di 5571 abitanti, ubicata nel distretto di Mureș, nella regione storica della Transilvania.
Fanno parte dell'area amministrativa anche le località di Bezidu Nou, Cipău Bezid e Loţu.
Gli insediamenti umani nella zona sono molto antichi, essendo stati ritrovati reperti risalenti all'Età del bronzo e all'Età del ferro.
Il primo documento scritto che cita la località è un registro delle decime del 1333, dove si vede che un sacerdote di Sancto Georgio versa una somma di 6 denari all'Arcidiocesi. A partire dal XVI secolo la località viene citata nei documenti con il nome ungherese Erdőszentgyörgy.
Il principale monumento della città è il Castello Rhédey, costruito nel XIII secolo e successivamente ristrutturato ed ampliato, prima nel 1759 e poi nel 1809.

## Amministrazione

### Gemellaggi
- Baja
- Celldömölk
- Plan-les-Ouates
- Varades